# IC 4024
IC 4024 је појединачна звијезда у сазвјежђу Ловачки пси која се налази на листи објеката дубоког неба у Индекс каталогу.
Деклинација објекта је + 40° 30' 32" а ректасцензија 13h 0m 3,9s.